# بوهوميل فيسيلي
بوهوميل فيسيلي (مواليد 18 يونيو 1945) هو لاعب كرة قدم. يلعب مع منتخب تشيكوسلوفاكيا لكرة القدم. سبق له أن لعب في كأس العالم لكرة القدم مع منتخب بلاده.

## روابط خارجية
- بوهوميل فيسيلي على موقع الاتحاد الدولي (مؤرشف)  (الإنجليزية)
- بوهوميل فيسيلي على موقع قاعدة بيانات كرة القدم.إي يو (الإنجليزية)
- بوهوميل فيسيلي على موقع ناشيونال فوتبول تيمز (الإنجليزية)
- بوهوميل فيسيلي على موقع عالم كرة القدم.نت (الإنجليزية)